# 卫固镇
卫固镇是中国山东省淄博市张店区下辖的一个镇。

## 行政区划
卫固镇下辖卫固村、付山村、大河南村、北河南村、东尹村、西尹村、孙庄村、南岭村、北岭村、太平村、小寨村。